# 中国杂技团
中国杂技团是中华人民共和国的杂技艺术演出团体，成立于1950年10月。下设杂技、魔术演出分团、马戏团和杂技马戏学校。

## 历史沿革
原名中华杂技团，1953年改为现名。
2006年转企改制，2009年成为北京演艺集团旗下企业。